# Stronghold 2
Stronghold 2 è un videogioco strategico in tempo reale sviluppato dalla Firefly Studios, pubblicato dalla 2K Games il 19 aprile 2005, ed è il seguito di Stronghold e Stronghold Crusader, portando innovazioni in termini di grafica e di nuove modalità di gioco.

## Novità

### Modalità di gioco
Le modalità di gioco sono 2: Via della pace e Via della guerra.
La prima consiste nello specializzarsi in azioni economiche non bellicose, inseguendo vari obiettivi. La seconda riguarda un punto di vista militare del gioco, al cui centro c'è la guerra e l'arte dell'assedio medievale.

### Via della pace
Le modalità di gioco della Via della pace sono tre:
- La campagna gestionale: nella campagna gestionale inizierai con un piccolo castello e il grado più basso del gioco (suddito onorario). Dovrai completare una serie di missioni per lo più pacifiche per conto di alcuni personaggi. Man mano che si avanza nella campagna il grado sale e le missioni diventano più difficili.
- Costruzione libera: la costruzione libera è una modalità di gioco in cui non ci sono avversari. Lo scopo reale è costruire il castello dei propri sogni o allenarsi con l'economia e la gestione del castello. In ogni caso se si vuole "testare" la forza del proprio castello basta premere F1 e arriverà un'ondata nemica da sconfiggere.
- Missioni giocatore: le missioni giocatore sono delle missioni simili a quelle della campagna. A differenza della costruzione libera le missioni giocatore hanno degli obbiettivi da completare per essere vinte e naturalmente obbiettivi che ti faranno perdere.

### Via della guerra
Le modalità di gioco della Via della guerra sono cinque:
- La campagna "Il re perduto": questa è la vera campagna del gioco in cui si percorre la storia. Il giocatore interpreta Matthew Steel, il paggio di Sir William (il campione reale). La campagna può essere divisa in 2 parti. Nella prima parte si deve aiutare Sir William a ritrovare il re scomparso, mentre nella seconda il giocatore deve scegliere se continuare a cercare il re aiutando Sir William o cercare di usurpare il trono e unirsi al nemico principale del gioco, Lord Barclay, Il Martello.
- Scalata al trono: la scalata al trono è definibile come la schermaglia base di tutti i giochi di strategia. Dopo aver scelto la mappa, gli avversari, le squadre e il grado iniziale l'obbiettivo di questa modalità è eliminare i giocatori avversari. La difficoltà di questa modalità diventa più alta man mano che si aumenta di grado, perché diventerà più difficile mantenere felici i popolani mentre si difende il castello o si attacca un nemico.
- Assedio: questa è la modalità  che si basa di più sul combattimento di tutto il gioco. Non ci sono problemi di gestione o di popolazione, ma non è neanche possibile costruire strutture o arruolare unità. In questa modalità il giocatore deve scegliere se attaccare o difendere un castello reale: se il giocatore sceglie di attaccare deve cavarsela con le unità e le macchine d'assedio a sua disposizione per conquistare il castello; se invece il giocatore difende deve evitare che il Lord venga ucciso. La difesa del castello è resa più difficile dalla costruzioni di macchine d'assedio aggiuntive dei nemici, dato che l'assediante può costruire macchine d'assedio.
- Conquista dell'Europa: la conquista dell'Europa è una modalità disponibile solo nell'edizione Deluxe. Il giocatore dovrà cimentarsi in una piccola campagna composta da missioni in cui dovrà difendere o assediare un castello. Un consiglio per rendere più facile questa modalità è continuare a combattere con la modalità assedio la missione che non si riesce a superare.
- Mappe giocatore: questa modalità esiste anche nella Via della pace. Lo stile delle missioni è molto simile, con la differenza che gli obiettivi saranno più bellici che economici.

### Grafica
Il motore grafico è tridimensionale, ed ha compiuto un importante balzo evolutivo rispetto ai suoi predecessori: si possono ora distinguere i dettagli del terreno, delle mura, delle unità e di tutta la mappa.

## Stronghold 2 Deluxe
Stronghold 2 Deluxe è un'espansione autonoma di Stronghold 2, uscita il 28 ottobre 2005, che apporta diverse migliorie.
Comprende, come in Stronghold Deluxe, la modalità assedio. Essa contiene più castelli della vecchia versione.